# Motörhead
Motörhead je bila britanska heavy metal skupina, ustanovljena leta 1975. Nekajkrat so nastopili tudi v Sloveniji, verjetno pa so nastopili že povsod po svetu. Njihov vodja Lemmy Kilmister je zasedbo najprej poimenoval Bastard,vendar so mu rekli, da s tem imenom ne bo nič dosegel. Zato je dobila ime Motörhead, tako je bilo namreč naslov zadnji skladbi, ki jo je Lemmy napisal za Hawkwind, to je bila space-rock skupina v kateri je kot basist deloval pred Motorheadi. 
Skupina je prenehala delovati po Lemmyevi smrti, decembra 2015.

## Albumi
1. Motörhead (1977)
2. Overkill (1979)
3. Bomber (1979)
4. Ace of Spades (1980)
5. Iron Fist (1982)
6. Another Perfect Day (1983)
7. Orgasmatron (1986)
8. Rock 'n' Roll (1987)
9. 1916 (1991)
10. March ör Die (1992)
11. Bastards (1993)
12. Sacrifice (1995)
13. Overnight Sensation (1996)
14. Snake Bite Love (1998)
15. We Are Motörhead (2000)
16. Hammered (2002)
17. Inferno (2004)
18. Kiss of Death (2006)
19. Motörizer (2008)
20. The Wörld Is Yours (2010)
21. Aftershock (2013)
22. Bad Magic (2015)